# Stannopalladinit
Stannopalladinit ist ein sehr seltenes Mineral aus der Mineralklasse der Elemente, genauer der Metalle und intermetallischen Verbindungen. Es kristallisiert im hexagonalen Kristallsystem mit der chemischen Zusammensetzung (Pd,Cu)3Sn2 und bildet längliche oder abgerundete kubische Kristalle bis zu 0,1 mm Größe. Es ist mit Niggliit verwachsen.

## Etymologie und Geschichte
Stannopalladinit wurde erstmals 1947 von L. N. Maslenitzky, P. V. Faleev und E. V. Iskyul in seiner Typlokalität, der Ugol’nyi-Ruchei-Mine in der Nähe von Norilsk in Sibirien (Russland) gefunden. Es ist nach den enthaltenen Elementen Palladium und Zinn benannt.

## Klassifikation
In der Systematik nach Strunz wird Stannopalladinit zu den Metallen und intermetallischen Verbindungen, einer Untergruppe der Elemente gezählt. Nach der 8. Auflage bildet es dabei zusammen mit Atokit, Niggliit, Palarstanid, Rustenburgit, Plumbopalladinit und Zvyagintsevit eine Gruppe. In der 9. Auflage bildet es mit Plumbopalladinit eine Untergruppe der PGE-Metall-Legierungen (Platin-Gruppen-Elemente).
In der vorwiegend im englischen Sprachraum gebräuchlichen Systematik nach Dana bildet es eine eigene Untergruppe der metallischen Elemente und Legierungen mit Platinmetallen.

## Bildung und Fundorte
Stannopalladinit bildet sich in sulfidischen Kupfer-Nickel-Erzen. Es ist mit Chalkopyrit, Platin-Eisen-Legierungen, Niggliit, Hessit, sowie Platin- und Palladiumtelluriden vergesellschaftet.
Neben seiner Typlokalität sind Funde aus der Majak-Mine (ebenfalls in Norilsk), Lydenburg in Südafrika und dem Prince of Wales-Hyder Census Area im US-Bundesstaat Alaska bekannt.

## Kristallstruktur
Stannopalladinit kristallisiert im hexagonalen Kristallsystem mit den Gitterparametern a = 4,40 Å und c = 5,66 Å sowie einer Formeleinheit pro Elementarzelle. Eine genaue Raumgruppe ist nicht bekannt.